# Drunk History
Drunk History é uma série de comédia de televisão americana produzida pela Comedy Central, baseada em uma web série exibida no site Funny or Die, criada por Derek Waters e Jeremy Konner, em 2007. Em cada episódio um narrador embriagado, acompanhado pelo anfitrião Waters, recorda um evento histórico, enquanto atores encenam as anedotas relatadas pelo narrador, dublando os diálogos.
A série estreou na Comedy Central em 9 de julho de 2013 e sua segunda temporada estreou em 1 de julho de 2014. Will Ferrell e Adam McKay estão entre os produtores executivos do show.
Além do criador Derek Waters e celebridades convidadas, os personagens adicionais do show são interpretados regularmente por Bennie Arthur, Tim Baltz, Mort Burke, Sarah Burns, Maria Blasucci, Craig Cackowski, Michael Cassady, Michael Coleman, Tymberlee Hill, Adam Nee e Jeremy J. Tutson.
Em 22 de fevereiro de 2018 o Comedy Central renovou o show para uma sexta temporada, que estreiou em 15 de janeiro de 2019.

## Elenco
| Ator/Atriz        | Personagem               |
| ----------------- | ------------------------ |
| Bennie Arthur     | Vários                   |
| Tim Baltz         | Vários                   |
| Maria Blasucci    | Vários                   |
| Mort Burk         | Vários                   |
| Sarah Burns       | Vários                   |
| Craig Cackwski    | Vários                   |
| Michael Cassady   | Vários                   |
| Michael Coleman   | Vários                   |
| Aasha Davis       | Vários                   |
| Tymberlee Hill    | Oney Judge               |
| Adam Nee          | Vários                   |
| JT Palmer         | Vários                   |
| Allan McLeod      | Narrador                 |
| Jerry O'Connel    | Thomas Jefferson         |
| Da'vone McDonald  | Big Bank ￼Hank           |
| Terry Crews       | Donald 'Cinque' DeFreeze |
| Terry Crews       | Joe Louis                |
| Jayma Mays        | Abigail Adams            |
| Adam Devine       | Pavel Belyayev           |
| Justin Long       | Arno Penzias             |
| Rudy Mancuso      | Manuel Bonilla           |
| Noah Wyle         | Thomas Nast              |
| George Wallace    | Bill Russel              |
| Mary Lynn Rajskub | Effie Cherry             |
| Dennis Quaid      | Lucky Luciano            |
| Jonh Cho          | William Shakespeare      |
| Noah Staggs       | Minutemen                |

## Episódios
| Temporada | Temporada | Episódios | Originalmente exibido  | Originalmente exibido  |
| Temporada | Temporada | Episódios | Primeira exibição      | Última exibição        |
| --------- | --------- | --------- | ---------------------- | ---------------------- |
|           | Web Série | 7         | 22 de Janeiro de 2008  | 19 de Dezembro de 2010 |
|           | 1         | 8         | 9 de Julho de 2013     | 27 de Agosto de 2013   |
|           | 2         | 10        | 1 de Julho de 2014     | 2 de Setembro de 2014  |
|           | 3         | 13        | 1 de Setembro de 2015  | 24 de Novembro de 2015 |
|           | 4         | 10        | 27 de Setembro de 2016 | 6 de Dezembro de 2016  |
|           | Especial  | 1         | 8 de Novembro de 2016  | 8 de Novembro de 2016  |

## Versões internacionais
Desde 12 de janeiro de 2015, uma versão britânica do Drunk History foi transmitida no canal britânico Comedy Central. Uma versão latino-americana chamada História bêbada: O lado borroso da história é apresentado por Eugenio Derbez. A versão húngara intitulada Tömény történelem começou a ser transmitida em 24 de outubro de 2016 na Comedy Central Hungary. Uma versão brasileira hospedada por Danilo Gentili, chamada Drunk History Brasil: o Lado Embriagado da História, será transmitida no SBT como um segmento de The Noite com Danilo Gentili em 2017.  Comedy Central Brasil transmitirá o show separado do The Noite. 